# Gemmenne de la Peña
Gemmenne de la Peña (* 28. Juni 1992 in Redlands, Kalifornien) ist eine US-amerikanische Schauspielerin.

## Leben
Gemmenne de la Peña war bereits in jungen Jahren in kleineren Statistenrollen zu sehen. Auch ihr älterer Bruder E.J. de la Peña war als Schauspieler tätig.
Ihre erste größere Rolle übernahm sie 2000 als Tochter der von Julia Roberts dargestellten Erin Brockovich im gleichnamigen Film.
Nach einem Gastauftritt in der Fernsehserie Emergency Room – Die Notaufnahme spielte sie 2005 an der Seite von Nicolas Cage, Michael Caine und Hope Davis in The Weather Man.

## Filmografie
- 2000: Erin Brockovich
- 2004: Emergency Room – Die Notaufnahme (ER) (Fernsehserie, 1 Episode)
- 2005: The Weather Man
- 2007: Unverblümt – Nichts ist privat (Towelhead)
- 2013: Prank
- 2018–2022: Bunker Z (Zulu) (Fernsehserie, 26 Episoden)